# رالف غوردون ستانتون
رالف غوردون ستانتون هو عالم حاسوب ورياضياتي كندي، ولد في 21 أكتوبر 1923 في Lambeth, London, Ontario ‏ في كندا، وتوفي في 21 أبريل 2010.